# Bildsø Skov
Bildsø Skov er en offentlig skov ved Musholm Bugt nord for Stillinge Strand, 11 kilometer nordvest for Slagelse på Vestsjælland. Skovens størrelse er 52 tønder land. Området der i dag udgør Bildsø Skov har sandsynligvis oprindeligt henligget som strandeng, men omkring 1855 påbegyndes en systematisk beplantning. Området var på det tidspunkt ejet af Valbygård ved Slagelse. Skoven blev i 1937 købt af Slagelse Kommune.

## Fra privat til offentlig skov
To mænd stak i 1936 hovederne sammen og aftalte at Bildsø Skov fra 1937 skulle tilhøre Slagelse Kommune. Det var ejeren af Bildsø Skov, hofjægermester August Bech fra Valbygård ved Slagelse og Slagelse Kommunes borgmester Meldgaard. Dengang gik Slagelse Kommune ikke ud til vandet. Det var før sammenlægningerne af kommunerne. Det var dengang Kirke Stillinge Sogneråd var den kommunale myndighed ude ved vandet. Men nu fik Slagelse Kommune sit første rekreative område ved Storebælt. Købet blev godkendt af byrådet i Slagelse Kommune. Ovenikøbet var anskaffelsesprisen meget rimelig for kommunen. Bildsø Skov er anlagt af August Bech´s bedstefar i midten af 1800-tallet. Skoven har en stor variation af forskellige træer og vækster.

## Motionspladsen i Bildsø Skov
Midt i Bildsø Skov ligger en naturmotionsplads, hvor man kan træne og motionere i det fri. Pladsen blev indviet 1. maj 2008. Det var foreningen for Aktiv Natur Velvære, Bildsø Skov og Strand, der stod bag oprettelsen af motionspladsen, og foreningen har efterfølgende også opført et shelter i skoven.

## Galleri
| - Skovsyre i Bildsø Skov 10. maj 2015 - Vorterod i Bildsø Skov 12. april 2023 - Hvid anemone i Bildsø Skov 12. april 2023 - Bildsø Skov Skovstien fra Drøsselbjergvej til storebæltskysten Juni 2015 |

## Bildsø Camping
I Skovbrynet øst for Bildsø Skov ligger Bildsø Camping. Pladsen er placeret langs med Drøsselbjergvej. Campingpladsen er ejet af Slagelse Kommune og er på 19.200 kvadratmeter. Fra Campingpladsen kan man gå gennem skoven til Bildsø Strand på knapt 10 minutter. Campingpladsen er godkendt til 105 pladser. Derudover er der også campinghytter og forskellige fælles faciliteter.

## Bildsøkolonien
Bildsøkolonien ligger midt i Bildsø Skov. Oprettelsen startede med, at Slagelse Kommune i 1947 fik tilbudt nogle barakker af Arbejds- og Socialministeriet. Barakkerne lå i Kløvermarken i København og havde været brugt til flygtninge. Byrådet i Slagelse Kommune købte fire barakker. Tre blev opstillet og indrettet som feriekoloni i Bildsø Skov og én barak blev placeret i Oehlenschlägergade i Slagelse for at fungere som fritidshjem. I begyndelsen af 1960´erne blev den barak, der havde været anvendt til fritidshjem, også flyttet til Bildsøkolonien. I begyndelsen af 1980´erne besluttede byrådet i Slagelse Kommune at erstatte de nedslidte barakker med et helt nyt bygningskompleks. I 1985 stod den nybyggede Bildsøkoloni færdig. Gennem årene har kolonien været anvendt til feriekoloni, lejrskole og andre aktiviteter.

## Bildsø Å
Bildsø Å løber gennem Bildsø Skov. Åen løber under Drøsselbjergvej syd for campingpladsen. Derfra går åløbet videre gennem skoven vest for Bildsø Camping og løber ud i Storebælt nord for Bildsø Skov.